# Villetoureix
Villetoureix is een gemeente in het Franse departement Dordogne (regio Nouvelle-Aquitaine) en telt 762 inwoners (1999). De plaats maakt deel uit van het arrondissement Périgueux.

## Geografie
De oppervlakte van Villetoureix bedraagt 16,6 km², de bevolkingsdichtheid is 45,9 inwoners per km².
De onderstaande kaart toont de ligging van Villetoureix met de belangrijkste infrastructuur en aangrenzende gemeenten.

## Demografie
Onderstaande figuur toont het verloop van het inwonertal (bron: INSEE-tellingen).